# August Östlund
August Östlund, född 28 maj 1846 i Horla, Västergötland, död där 16 maj 1945, var en svensk klockare och folkskollärare.

## Biografi
August Östlund föddes var son till Anders Pettersson och Cajsa Olofsdotter. De kom senare att bo på Östorp. Östlund gick 1865-1866 på Per August Ahlbergs missionsskola nära Vetlanda, och därpå Folkskoleseminariet i Göteborg, varifrån han utexaminerades på våren 1869. Han gifte sig 29 december 1869 i Ljur med Johanna Christina Pettersdotter. 1870 blev han småskollärare i Hol. Östlund flyttade 1871 till Grude och arbetade där som skollärare. Östlund blev 1879 skollärare och folkskollärare i Horla. Han gick i pension i december 1901.
Östlund utgav samlingen Andeliga Sånger författade av A. Ö. 1872.

## Psalmer
- Emedan blodet räcker till, text och musik skriven 1872.[9]
- I Jesu namn vi samlas här, musik skriven 1872.[9]